# Jerzy Braun
Jerzy Walerian Braun, född 13 april 1911 i Bydgoszcz, död 8 mars 1968 i Crawley, var en polsk roddare.
Braun blev olympisk silvermedaljör i tvåa med styrman vid sommarspelen 1932 i Los Angeles.